# Barna hosszúfülű-denevér
A barna hosszúfülű-denevér (Plecotus auritus) az emlősök (Mammalia) osztályának a denevérek (Chiroptera) rendjébe, ezen belül a kis denevérek (Microchiroptera) alrendjébe és a simaorrú denevérek (Vespertilionidae) családjába tartozó faj.
A Plecotus emlősnem típusfaja.

## Előfordulása
Európa nagy részén megtalálható.
Korábban nagy elterjedésű eurázsiai fajnak tartották. A régebbi rendszerek szerint elterjedési területe Írországtól és Norvégiától keletre egészen Kína északi részéig, Koreáig, Szahalin szigetéig előfordul és él Japánban is. Ázsia déli részén csak India és Nepál északi területein fordul elő.
Az újabb besorolásokban (Spitzenberger et al. 2006) csak az Európában élő (Írországtól az Urál-hegységig) állatok tartoznak ebbe a fajba. Az ázsiai populációkat két különálló fajnak tartják, Plecotus ognevi és Plecotus sacrimontis néven.
Magyarországon szórványosan fordul elő.

## Alfajai
- Plecotus auritus auritus Linnaeus, 1758
- Plecotus auritus begognae de Paz, 1994 - újabb rendszerezés szerint önálló faj
- Plecotus auritus homochrous Hodgson, 1847 - újabb rendszerezés szerint önálló faj
- Plecotus auritus uenoi Imaizumi & Yoshiyuki, 1969

## Megjelenése
Testhossza 4,1–5,1 centiméter, farokhossza 3,4–5 centiméter, magassága szűk 1 centiméter, alkarhossza 3,7–4,1 centiméter, testtömege pedig 5–10 gramm. Óriási fülét pihenésnél és teleléskor szárnya alá húzza. A keskeny fülfedő alig éri el a fülhossz felét. Lába hosszú. Arcán az orrlyukak mögött elhelyezkedő mirigyes duzzanat a szemig húzódik. Bundája kissé vöröses árnyalatú, sötétbarna, a hasi oldalon szürkésfehér, az arca barna színezetű. A legfontosabb határozó bélyege, hogy a hüvelykujj hossza karom nélkül 7 mm körüli.

## Életmódja
Magányosan él. Nyáron faodúkon kívül emberi építményekben is megtelepszik, télen vagy odvakban, vagy barlangokban telel. Téli álma novembertől március végéig tart. Helyhez kötött faj, 40–60 km-nél messzebbre nem vándorol.
A nyílt területeket kedveli. Szürkületkor és éjszaka vadászik, röpte nyugodt, fordulékony, néha szitál is. Alacsonyan repül, táplálékát nemcsak a levegőben kapja el, hanem a növények leveléről, a fűről, és a falról is leszedegeti. Főleg lepkéket, kétszárnyúakat, bőrszárnyúakat, fülbemászókat, kisebb számban recésszárnyúakat és bogarakat fogyaszt.

## Szaporodás
A nőstények június közepén egy, ritkán két utódot hoznak a világra.